# 잭 페린

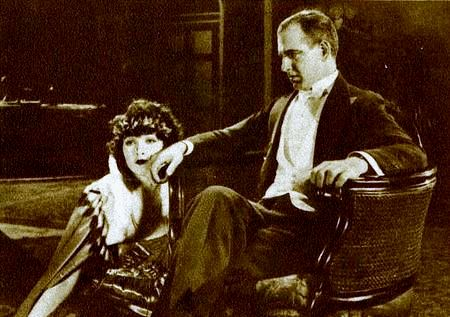

잭 페린(Jack Perrin, 1896년 7월 25일 ~ 1967년 12월 17일)은 미국의 배우이다.
할리우드에서 사망하였다. 사인은 심근 경색이다. 포리스트 론 메모리얼 파크에 매장되었다.

## 영화
- 선라이즈 앳 캠포벨로 (1960년) - 캠페인 워커 역
- 델리케이트 딜리퀀트 (1957년)
- 밴디트 퀸 (1950년)
- 딕 트레이시의 딜레마 (1947년)
- 스릴 오브 어 로맨스 (1945년)
- 딕시 (1943년)
- 스파이더 리턴즈 (1941년)
- 벅 프라이빗 (1941년)
- 그린 호넷 2 (1941년)
- 샤도우 (1940년)
- 그린 호넷 (1940년)
- 뉴 문 (1940년)
- 스토리 오브 버넌 앤 아이린 캐슬 (1939년)
- 스파이더스 웹 (1938년)
- 론 레인저 (1938년)